# (82157) 2001 FM185
(82157) 2001 FM185, também escrito como (82157) 2001 FM185, é um objeto transnetuniano (TNO) que está localizado no cinturão de Kuiper, uma região do Sistema Solar. Ele é classificado como um cubewano. O mesmo possui uma magnitude absoluta (H) de 6,9 e, tem um diâmetro estimado com cerca de 138 km, por isso é pouco provável que possa ser classificado como um planeta anão, devido ao seu tamanho relativamente pequeno. Este corpo celeste é um sistema binário, o outro componente, o S/2011 (82157) 1, possui um diâmetro estimado em cerca de 120 km.

## Descoberta
(82157) 2001 FM185 foi descoberto no dia 26 de março de 2001 pelo astrônomo Marc William Buie.

## Órbita
A órbita de (82157) 2001 FM185 tem uma excentricidade de 0.058, possui um semieixo maior de 38.719 UA e um período orbital de cerca de 239 anos. O seu periélio leva o mesmo a uma distância de 36.470 UA em relação ao Sol e seu afélio a 40.968.